# 지옥의 초대장
"지옥의 초대장"(地獄의 招待狀)은 한국에서 제작된 고영남 감독의 1975년 영화이다. 바비 김 등이 주연으로 출연하였고 김태수 등이 제작에 참여하였다.

## 출연

### 주연
- 바비 김
- 권영운
- 김승미